# Клифорд (Мичиген)
Клифорд (енгл. Clifford) град је у америчкој савезној држави Мичиген.

## Демографија
По попису из 2010. године број становника је 324, што је 0 (0,0%) становника више него 2000. године.
| Група             | 2000.       | 2010.       |
| Белци             | 308 (95,1%) | 310 (95,7%) |
| Афроамериканци    | 1 (0,3%)    | 1 (0,3%)    |
| Азијати           | 0 (0,0%)    | 0 (0,0%)    |
| Хиспаноамериканци | 12 (3,7%)   | 6 (1,9%)    |
| Укупно            | 324         | 324         |